# Jirō Taniguchi
Jirō Taniguchi (谷口ジロー?, Taniguchi Jirō; Tottori, 14 agosto 1947 – Tokyo, 11 febbraio 2017) è stato un fumettista giapponese.

## Biografia

### Gli esordi e gli anni settanta
Appassionato di manga sin da bambino, dopo il diploma liceale lavora per un anno come impiegato, quindi decide di dedicarsi completamente alla narrativa disegnata e si trasferisce a Tokyo. Al pari di tutti gli aspiranti mangaka comincia l'attività come assistente di un autore già affermato, che nel suo caso è Kyota Ishikawa, finché non gli viene proposto di creare una storia tutta sua.
Kurorohorumu (Cloroformio), del 1970, è il titolo della sua opera prima che, però, non supera la selezione per il premio indetto ogni anno dalla rivista Big Comic della Shogakukan, mentre nello stesso anno ottiene di pubblicare Kareta heya (La stanza arida), storia breve incentrata su una stanza di una ex casa d'appuntamenti in cui l'autore ha realmente abitato. L'anno successivo riesce quindi a vincere l'ambito premio Big Comic con il manga Tōi koe (Voci lontane), e nel 1975 inizia a pubblicare la sua prima serie, Namae no nai dobutsutachi (Animali senza nome), che ha per protagonisti gli animali, soggetto che sarà tra i suoi preferiti.
L'anno seguente comincia una collaborazione con lo scrittore Natsuo Sekikawa insieme al quale lavorerà nel corso degli anni ad una serie di opere hard boiled tra cui Rind! 3, Muboi toshi (Città aperta), Nishikaze wa shiro (Il vento dell'est è bianco), la raccolta Tokyo Killers (Tokyo Killers) e Jikenya kagyō (Trouble is my business).

### Gli anni ottanta e novanta

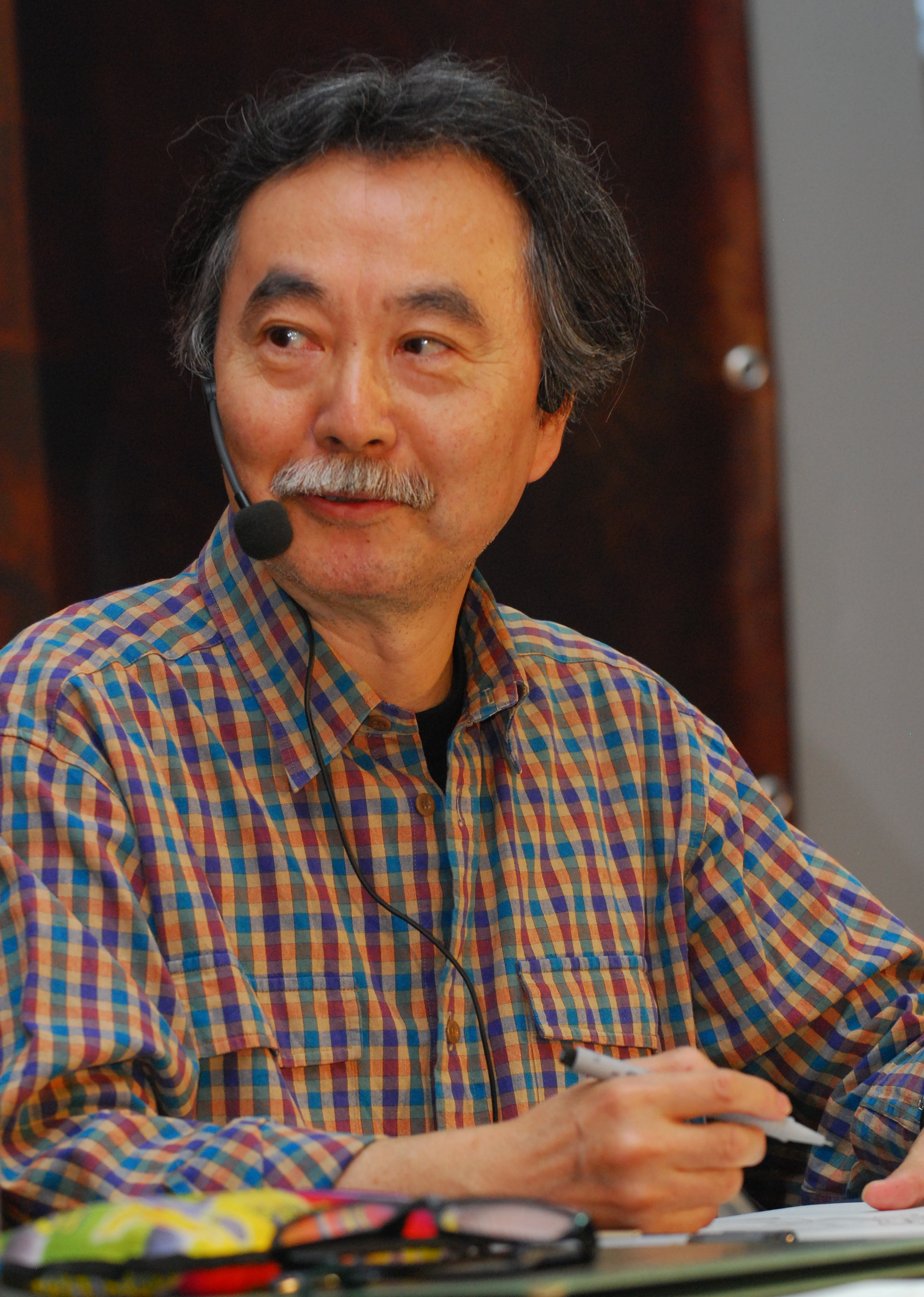
Jirō Taniguchi a Lucca Comics & Games 2011.

Nel 1980 inizia a collaborare anche con lo scrittore Caribu Marley disegnando in successione alcune storie ambientate nel mondo della boxe, tra cui Ao no Senshi (Il guerriero blu), Nakkuru – Ken no ran (Nocche - Pugno ribelle) e Live Odyssey. Nel 1985 comincia quindi a lavorare alla serie Bocchan no jidai (Ai tempi di Bocchan), ancora su testi di Sekikawa e tratto da un classico della letteratura giapponese, Bocchan di Soseki Natsume, ambientato nel periodo Meiji (1868-1912). Tra il 1984 e il 1986 pubblica Blanca (Blanca), storia scritta da lui stesso su un portentoso cane geneticamente modificato.
Nel 1988 si cimenta anche nella fantascienza, con la serie Chikyu hyokai kiji (Cronache del dissolvimento della Terra). Nel 1990 inizia a disegnare due serie di racconti brevi, successivamente raccolte nei volumi Genju jiten (Enciclopedia degli animali primordiali) e Aruku hito (L'uomo che cammina). Nel 1992 vince il premio Shogakukan con Inu o kau (Allevare un cane) e l'anno seguente pubblica K, una storia di ambientazione alpinistica scritta da Shiro Tosaki. Sempre in questo periodo realizza la raccolta Keyaki no ki (L'olmo e altri racconti), tratta dai racconti dello scrittore Ryuichiro Utsumi. Del 1995 è invece Chichi no koyomi (Al tempo di papà), un vero e proprio romanzo a fumetti, cui segue nel 1998 Harukana machi-e (In una lontana città), di entrambi i quali scrive anche i testi. Nel 1998 viene premiato con l'Osamu Tezuka Award per il manga Bocchan no jidai, finito di pubblicare dopo oltre dieci anni di lavoro.

### L'attitudine europea
Jirō Taniguchi per molto tempo ha letto e studiato il fumetto europeo, maturando così uno stile grafico originale, minimale e realistico, evidentemente non appiattito sugli schemi dell'industria mainstream del fumetto giapponese. Proprio questa sua caratteristica lo ha reso molto popolare nel vecchio continente, soprattutto in Francia, tanto che uno dei suoi autori più significativi, Moebius (al secolo Jean Giraud), gli ha chiesto di disegnare una propria storia. Nel 1996 vede così la luce Ikaru (Icaro), suggestivo manga fantascientifico pubblicato sul settimanale giapponese Morning, che però non ottiene grande consenso, forse per la tradizionale diffidenza che accompagna gli autori stranieri in Giappone, restando alla fine incompiuto.

### Gli anni duemila
Tra le opere dell'inizio del nuovo millennio vanno ricordate Kamigami no itadaki (La vetta degli dei), pubblicato nel 2000 e tratto da un romanzo dello scrittore Baku Yumemakura, con il quale Taniguchi collabora da tempo; Sōsakusha (La ragazza scomparsa) sempre del 2000; Ten no taka (Sky Hawk) del 2002, un omaggio al genere western con due giapponesi che si ritrovano tra indiani e cowboys nella frontiera americana alla fine del XIX secolo; Seton (Seton) del 2004, sulla vita del naturalista Ernest Thompson Seton e Hareyuku sora (Un cielo radioso) del 2005. Nel 2003 ha vinto il premio Alph'Art al Festival di Angoulême per la migliore sceneggiatura con Harukana machi-e (In una lontana città o Quartieri lontani), e nel 2004 il premio Attilio Micheluzzi per la migliore serie straniera al Comicon di Napoli con Bocchan no jidai (Ai tempi di Bocchan).
Nel 2011 Taniguchi viene insignito della medaglia di Chevalier de l'Ordre des arts et des lettres dallo Stato francese ed è stato l'ospite principale dell'annuale edizione di Lucca Comics & Games.
È morto l'11 febbraio 2017, all'età di 69 anni, dopo una lunga malattia.

## Critica
La vasta opera di Jirō Taniguchi abbraccia molteplici generi, dallo storico al western, dalla fantascienza allo sport, per arrivare a veri e propri graphic novel. Ma indubbiamente è necessario tracciare una netta linea di demarcazione tra le opere solo disegnate e quelle delle quali è autore unico, come Aruku hito, Chichi no koyomi e Harukana machi-e. Sono soprattutto queste ultime, infatti, a dare lo spessore di un artista maturo e completo, capace di indurre il lettore a profonde riflessioni sui grandi temi della vita e della società. La poetica ed il ritmo narrativo posato, tipicamente giapponesi, ed il tratto chiaro e leggero, più vicino alla tradizione europea, fanno d'altronde di Jirō Taniguchi un vero e proprio outsider del panorama fumettistico nipponico, del quale egli stesso ha più volte dichiarato di non sentirsi del tutto parte integrante.

## Opere
| #  | Titolo | Data di pubblicazione | Volumi |
| -- | --- | --------------------- | ------ |
| 1  | Kareta heya (嗄れた部屋?) | 1970                  | -      |
| 2  | Lindo!3 (リンド!3?), scritto da Natsuo Sekikawa                                                                                     | 1978                  | 4      |
| 3  | Mubōbi toshi (無防備都市?), scritto da Natsuo Sekikawa                                                                              | 1978                  | 2      |
| 4  | Trouble is my business (事件屋稼業, Jiken-ya kagyō?), scritto da Natsuo Sekikawa                                                    | 1979-1980             | 1      |
| 5  | Ōinaru Yasei (大いなる野生?) | 1980                  | 1      |
| 6  | Blue Fighter (青の戦士, Ao no senshi?), scritto da Caribu Marley                                                                    | 1980-1981             | 1      |
| 7  | Hunting Dog (ハンティングドッグ?)                                                                                                   | 1980-1982             | 2      |
| 8  | Live! Odyssey (LIVE!オデッセイ, Live ! Odessei?), scritto da Caribu Marley                                                          | 1981                  | 3      |
| 9  | Knuckle Wars (ナックルウォーズ, Nakkuru wōzu?), scritto da Caribu Marley                                                            | 1982-1983             | 3      |
| 10 | Trouble is my business (新・事件屋稼業, Shin-Jiken-ya kagyō?), scritto da Natsuo Sekikawa                                           | 1982-1994             | 5      |
| 11 | Seifū ha shiroi (西風は白い?), scritto da Natsuo Sekikawa                                                                           | 1984                  | 1      |
| 12 | Rude Boy (ルードボーイ, Rūdo bōi?), co-scritto con Caribu Marley                                                                    | 1984-195              | 1      |
| 13 | Blanca (ブランカ, Buranka?) | 1984-1986             | 2      |
| 14 | Enemigo , scritto da M.A.T. | 1985                  | 1      |
| 15 | Tokyo Killers (海景酒店 Hotel Harbour View, Kaikei shuten Hotel Harbour View?), scritto da Natsuo Sekikawa                          | 1986                  | 1      |
| 16 | K (ケイ?), scritto da Shirō Tōzaki                                                                                                  | 1986                  | 1      |
| 17 | Ai tempi di Bocchan (ぼっちゃんの時代, Botchan no jidai?), tratto dal romanzo Bocchan di Natsume Sōseki, scritto da Natsuo Sekikawa | 1987-1996             | 5      |
| 18 | Ice Age - Chronicles of the Earth (地球氷解事紀, Chikyū hyōkai-ji-ki?)                                                              | 1987-1988             | 2      |
| 19 | L'enciclopedia degli animali primordiali (原獣事典, Genjū jiten?)                                                                   | 1987-1990             | 1      |
| 20 | Garouden (餓狼伝, Garōden?), scritto da Baku Yumemakura                                                                             | 1990                  | 1      |
| 21 | Samurai non gurāta (サムライ・ノングラータ?), scritto da Toshihiko Yahagi                                                           | 1990-1991             | 1      |
| 22 | L'uomo che cammina (歩くひと, Aruku hito?)                                                                                          | 1990-1991             | 1      |
| 23 | Benkei a New York (Benkei in N.Y?), scritto da Jinpachi Mōri                                                                        | 1991-1995             | 1      |
| 24 | Il libro del vento (風の抄, Kaze no shō?), scritto da Kan Furuyama                                                                  | 1992                  | 1      |
| 25 | Allevare un cane (犬を飼う, Ino o kau?)                                                                                             | 1991-1992             | 1      |
| 26 | L’olmo e altri racconti (人びとシリーズ「けやきのき, Hitobito Shirīzu : Keyaki no ki?), scritto da Ryūichirō Utsumi                 | 1993                  | 1      |
| 27 | Mori he (森へ?) | 1994                  | 1      |
| 28 | Al tempo di papà (父の暦, Chichi no koyomi?)                                                                                        | 1994                  | 1      |
| 29 | Gourmet (孤独のグルメ, Kodoku no gurume?), scritto da Masayuki Kusumi                                                               | 1994-1996             | 1      |
| 30 | I cani degli dei (神の犬 ブランカII, Kami no inu Buranka II?)                                                                       | 1995-1996             | 2      |
| 31 | Icaro (イカル, Ikaru?), scritto da Moebius                                                                                          | 1997                  | 1      |
| 32 | In una lontana città/Quartieri lontani (遥かな町へ, Haruka-na machi e?)                                                             | 1998                  | 1      |
| 33 | Tōkyō genshi-kō (東京幻視行?) | 1999                  | 1      |
| 34 | La ragazza scomparsa (捜索者, Sōsakusha?)                                                                                           | 1999                  | 1      |
| 35 | La vetta degli dei (神々の山嶺, Kagami no Itadaki?), scritto da Baku Yumemakura                                                     | 2000-2003             | 5      |
| 36 | Sky Hawk (天の鷹, Ten no taka?) | 2001-2002             | 1      |
| 37 | Sampo mono (散歩もの?), scritto da Masayuki Kusumi                                                                                  | 2003-2005             | 1      |
| 38 | L’uomo della tundra (凍土の旅人, Tōdo no tabibito?)                                                                                 | 2004                  | 1      |
| 39 | Un cielo radioso (晴れゆく空, Hareyuku sora?)                                                                                       | 2004                  | 1      |
| 40 | Seton (シートン, Shīton?), scritto da Yoshiharu Imaizuma                                                                            | 2004-2006             | 4      |
| 41 | La montagna magica (魔法の山, Mahō no yama?)                                                                                        | 2005                  | 1      |
| 42 | Gli anni dolci (センセイの鞄, Sensei no kaban?), tratto dall'omonimo romanzo di Hiromi Kawakami                                     | 2008                  | 2      |
| 43 | Uno zoo d'inverno (冬の動物園, Fuyu no dōbutsuen?)                                                                                  | 2008                  | 1      |
| 44 | Un anno - Primavera (Mon année?), scritto da Jean-David Morvan                                                                      | 2009                  | 1      |
| 45 | Taniguchi Jirō Senshū (谷口ジロー選集?)                                                                                             | 2009                  | 1      |
| 46 | Nazuke enumono (名づけえぬもの?) | 2010                  | 1      |
| 47 | Furari - Sulle orme del vento (ふらり。, Furari?)                                                                                   | 2011                  | 1      |
| 48 | Ryōken tantei (猟犬探偵?) | 2011-2012             | 2      |
| 49 | Kōya yori (荒野よ?) | 2012                  | 2      |
| 50 | I guardiani del Louvre (千年の翼、百年の夢, Chitose no tsubasa, hyaku nen no yume?)                                                 | 2014                  | 1      |
| 51 | Si chiamava Tomoji (とも路, Tomo ji?)                                                                                               | 2014                  | 1      |
| 52 | Gourmet. Vol. 2 (孤独のグルメ2, Kodoku no gurume 2?), scritto da Masayuki Kusumi                                                    | 2014                  | 1      |
| 53 | La foresta millenaria (光年の森, Kōnen no mori?)                                                                                    | 2017                  | 1      |

### Volumi di illustrazioni e Artbook
| # | Titolo                                             | Data di pubblicazione | Volumi |
| - | -------------------------------------------------- | --------------------- | ------ |
| 1 | Venezia (ヴェネツィア 単行本?, Benetsia tankō hon) | 2016                  | 1      |
| 2 | Jirō Taniguchi Artbook (谷口ジロー画集?)           | 2016                  | 1      |